# Língua supyire
Supyire, ou Suppire,é uma língua Senufa falada na região de Sicasso no sudeste do Mali e em áreas circunvizinhas da Costa do Marfim, onde é chamada Shempire (Syenpire). Na sua língua nativa a palavra sùpyìré significa tanto "o povo" como "a língua falada pelo povo".

## Fonologia

### Consoantes
|                   | Labial | Labial | Alveolar | Alveolar | Palatal | Palatal | Velar | Velar | Glotal | Glotal |
| ----------------- | ------ | ------ | -------- | -------- | ------- | ------- | ----- | ----- | ------ | ------ |
| Nasal             |        | m      |          | n        |         | ɲ       |       | ɲ     |        |        |
| Oclusiva/Africada | p      | b      | t        | d        | tʃ      | dʒ      | k     | g     | ʔ      |        |
| Fricativa         | f      | v      | s        | z        | ʃ       | ʒ       |       |       |        |        |
| Aproximante       |        |        |          | l        |         | j       |       | w     |        |        |

Supyire apresenta distinções sonoras um glotalização, características comuns nas línguas africanas . No entanto, ele não apresenta consoantes lábio-velares.
Oclusivas surdas têm limitações particulares e são usadas apenas em três ambientes: inicial da palavra, como tàcwɔ ( "noiva" ), média numasílaba tônic , como em nupéé ou na sequência de uma nasal , como em kàntugo ( "por trás" ) . Além disso, quase todos os  / ɡ /  como início da palavra são em palavras oriundas do Francês ou do Bambara .
Apesar de ambas não serem sonoras ou duplas, as fricativas são encontrados em  / f /  e  / s /  sendo muito mais comuns que as fricativas  / v /  ,  / z /  e  / ʒ /  .
Não há aproximantes labiais. Na linguagem falada,  / w /  não vem depois de uma sílaba curta.
Embora Supyire tenha nasais, há um debate considerável sobre o seu estado de fonemas . De acordo com uma hipótese bem formulda , o predecessor de Supyire não teria sons nasais, mas havia vogais nasalizadas . Alguns linguistas, assim, classificam como nasais as simples variantes das aproximantes que ocorrem antes de vogais nasais.
Supyire é conhecido por ter a rara uvular vibrante como um alofone de { { IPA | / ɡ / }} em sílabas átonas  Isso ocorre com   / d /  sendo superficial com   [ ɾ ]  num mesmo ambiente

### Vogais
|             | Anterior | Central | Posterior |
| ----------- | -------- | ------- | --------- |
| Fechada     | i ĩ      |         | u ũ       |
| Semifechada | e        |         | o         |
| Semi aberta | ɛ ɛ̃      |         | ɔ ɔ̃       |
| Aberta      |          | a ã     |           |

Supyire tem 12 vogais no total, sendo sete orais e cinco nasais. Duas vogais orais , / ɛ / e / ɔ / não estão bem estabelecidos como as outras cinco , porque a diferença entre / ɛ / e / a / é neutralizada e , quando se fala de forma rápida , é muito difícil de distinguir entre /ɑ/, uma variante do /ɔ / e /a / . Parece que alguns falantes preferencialmente escolhem uma pronúncia em relação à outra, embora alguns se usem as duas pronúncias e outras usam um som intermediário.
A harmonia vocálica  também é importante na língua Supyire . Isto é feito através da harmonização de vogais átonas com a vogal inicial tônica se ambas pertencerem à mesma raiz ou tiverem o mesmo sufixo.

## Bilbliografia
- Carlson, R. (1991). Of postpositions and word order in Senufo languages. Approaches to

Grammaticalization, 2, 201-223. 
- Carlson, R. (1994). A Grammar of Supyire. Berlin: Walter de Gruyter & Co.
- Comrie, B., Matthews, S., & Polinsky, M. (2003). Chapter 4: Africa and the Middle East. In The Atlas of Languages (pp. 72–89). London: Piers Spence.
- Garber-Kompaore, A. (1987). A Tonal Analysis of Senufo: Sucite dialect . Dissertation Abstracts, 1.

Retrieved December 1, 2008, from University of Illinois Web site:
- Nurse, D., & Heine, B. (2000).  African Languages. London: Cambridge University Press.
- Pike, K. (1964). Tone Languages: A Technique . Ann Arbor: University of Michigan Press.
- Trudell, B. (2007, September). Local community perspectives and language education in sub-Saharan African communities. International Journal of Educational Development, 27(5), 552-563.